# Тадус-Юсо
Таду́с-Юсо́ (фр. Tadousse-Ussau) — коммуна во Франции, находится в регионе Аквитания. Департамент — Атлантические Пиренеи. Входит в состав кантона Тер-де-Люи и Кото-дю-Вик-Бий. Округ коммуны — По.
Код INSEE коммуны — 64532.

## География

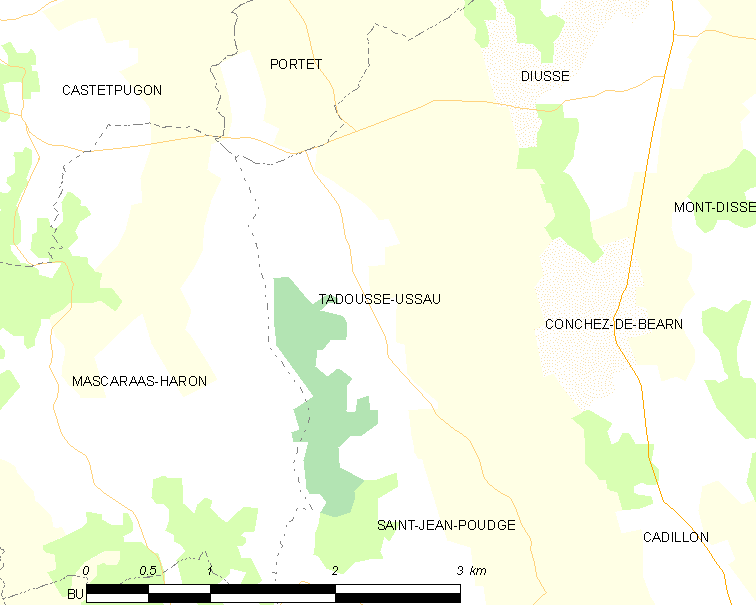
Карта коммуны

Коммуна расположена приблизительно в 630 км к югу от Парижа, в 150 км южнее Бордо, в 31 км к северо-востоку от По.
На северо-востоке коммуны протекает река Леес.

### Климат
Климат тёплый океанический. Зима мягкая, средняя температура января — от +5°С до +13°С, температуры ниже −10 °C бывают редко. Снег выпадает около 15 дней в году с ноября по апрель. Максимальная температура летом порядка 20-30 °C, выше 35 °C бывает очень редко. Количество осадков высокое, порядка 1100 мм в год. Характерна безветренная погода, сильные ветры очень редки.

## Население
Население коммуны на 2010 год составляло 79 человек.
| 1962 | 1968 | 1975 | 1982 | 1990 | 1999 | 2010 |
| ---- | ---- | ---- | ---- | ---- | ---- | ---- |
| 115  | 99   | 73   | 68   | 75   | 79   | 79   |

## Администрация
| Период | Период | Фамилия          | Партия | Примечания |
| ------ | ------ | ---------------- | ------ | ---------- |
| 1995   | 2001   | Жан-Луи Клаберес |        |            |
| 2001   | 2020   | Марк Ларруко     |        |            |

## Экономика
В 2010 году среди 46 человек трудоспособного возраста (15-64 лет) 35 были экономически активными, 11 — неактивными (показатель активности — 76,1 %, в 1999 году было 75,0 %). Из 35 активных жителей работали 32 человека (18 мужчин и 14 женщин), безработных было 3 (0 мужчин и 3 женщины). Среди 11 неактивных 3 человека были учениками или студентами, 5 — пенсионерами, 3 были неактивными по другим причинам.

## Достопримечательности
- Церковь Нотр-Дам (XVII век)[4]
- Замок Юсо (XVIII век)[5]